# بوونویچینو
بوونویچینو (به ایتالیایی: Buonvicino) یک کومونه در ایتالیا است که در استان کزنتزا واقع شده‌است.

## خصوصیات
بوونویچینو ۵۵ کیلومترمربع مساحت و ۲٬۴۱۳ نفر جمعیت دارد و ۴۰۰ متر بالاتر از سطح دریا واقع شده‌است.